# Oppidum Manching

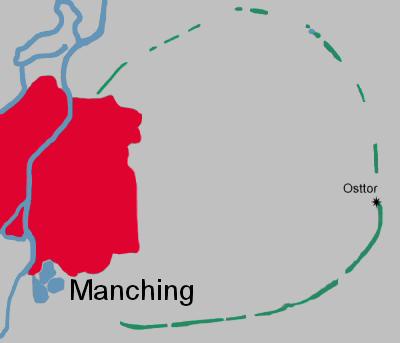
Plan oppidum

Oppidum Manching – celtyckie osiedle obronne (oppidum) w kraju związkowym Bawaria, w rejencji Górna Bawaria, w regionie Ingolstadt, w powiecie Pfaffenhofen an der Ilm. Leży około 21 km na północ od Pfaffenhofen an der Ilm, w pobliżu Ingolstadtu.
Powstało w okresie lateńskim. W czasie największego rozkwitu w II w. p.n.e. żyło w nim ok. 5000-10000 ludzi, a powierzchnia wynosiła 380 ha. Było to centrum plemienia Windelików i jedno z największych znanych oppidów. Mimo że jest to jedno z najlepiej poznanych oppidów, jego pierwotna celtycka nazwa nie jest znana.

## Położenie i opis
Odmiennie niż inne warownie, zwykle usytuowane na szczytach wzniesień, oppidum Manching było zlokalizowane w widłach rzek Paar i Dunaju. Było to miejsce obronne, a ponadto niedaleko znajdowały się złoża rud żelaza oraz złoto. Manching było prawdopodobnie jednym z najważniejszych centrów gospodarczych i handlowych późnego okresu La Tène.

## Historia badań

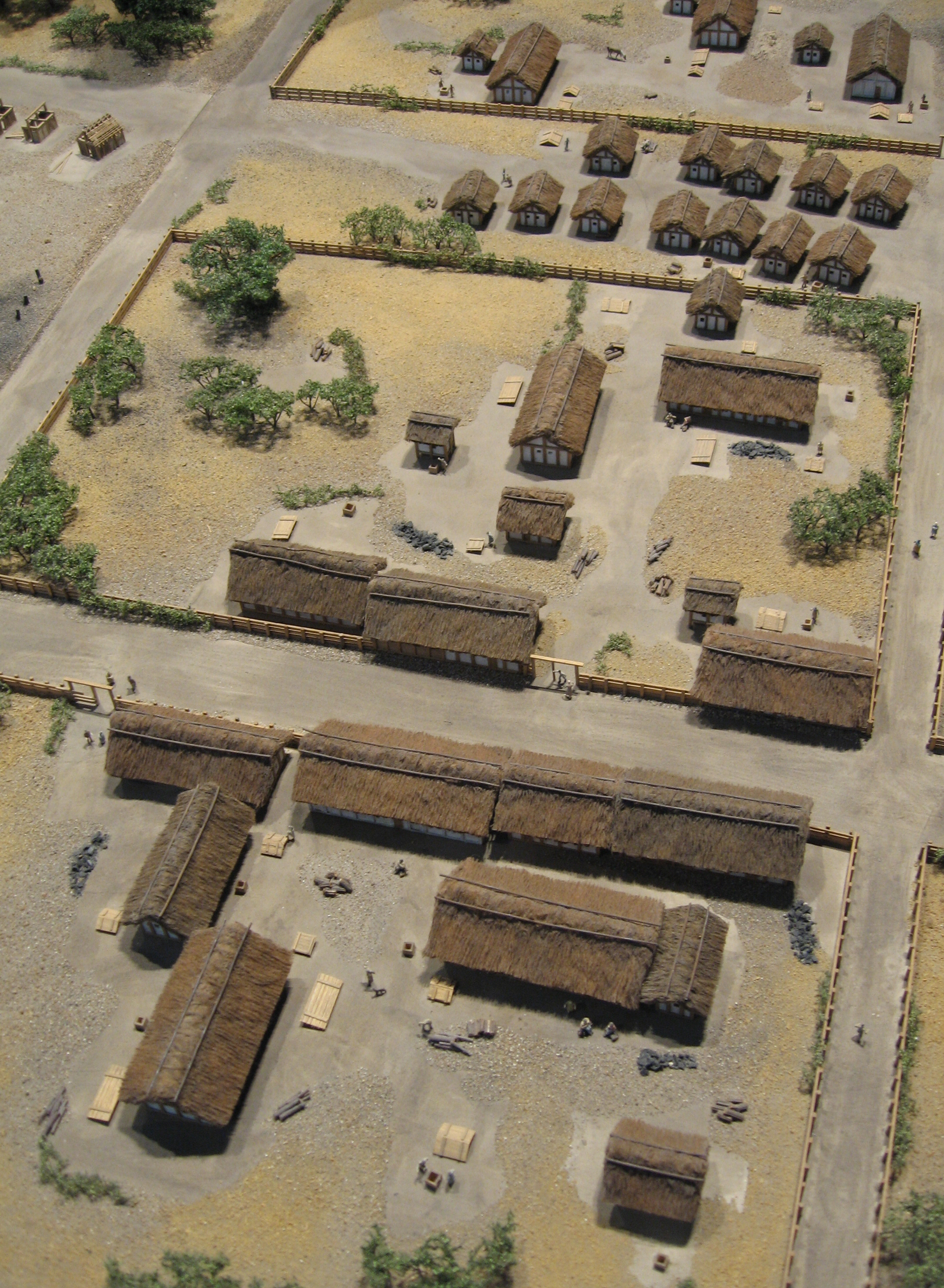
Model centralnej partii oppidum

Pozostałości grodziska znane były już w 1831 r., kiedy opisał je nauczyciel historii w gimnazjum w Ratyzbonie Andreas Buchner (1776–1854). Pierwsze badania terenowe przeprowadzono w latach 1892-93 przez Josepha Finka (1859–1929). W 1903 r. Paul Reinecke (twórca aktualnego do dziś systemu chronologii pradziejów dla okresu halsztackiego i lateńskiego), określił je jako celtyckie oppidum. W latach 1936–38 Luftwaffe zbudowała w Manching lotnisko wojskowe niszcząc część oppidum bez przeprowadzenia badań archeologicznych. W 1938 r. archeolog Karl-Heinz Wagner prowadził prace wykopaliskowe w północno-wschodniej części grodziska. Odkrył on pozostałości wału obronnego, który opisał jako murus gallicus, posługując się opisem Juliusza Cezara. W czasie II wojny światowej stanowisko zostało zdewastowane podczas bombardowania lotniska przez aliantów. W 1955 r., kiedy powstały plany rozbudowy lotniska, zaczęto na jego terenie i w okolicy prowadzić prace wykopaliskowe. Były one prowadzone od lat 70. do 90. XX w. w następujących miejscach:
- 1955–1961 – część centralna (Werner Krämer)
- 1962–1963 – wschodnia brama (Rolf Gensen)
- 1965–1973 – część centralna i południowe obejście (Franz Schubert)
- 1984–1987 – północne obejście (Ferdinand Maier)

Do 1987 r. przebadano ok. 12 ha oppidum, do 2002 – ok. 26 ha, do tej pory przebadano ok. 49 ha. Obecnie prowadzone są prace na wybranych mniejszych powierzchniach.
Wyniki badań archeologicznych są publikowane w serii "Ausgrabungen in Manching". Dotychczas wydano 16 zeszytów. Od 2006 r. zabytki z oppidum  Manching są wystawione w Keltisch-Römischen Museum Manching.

## Znaleziska

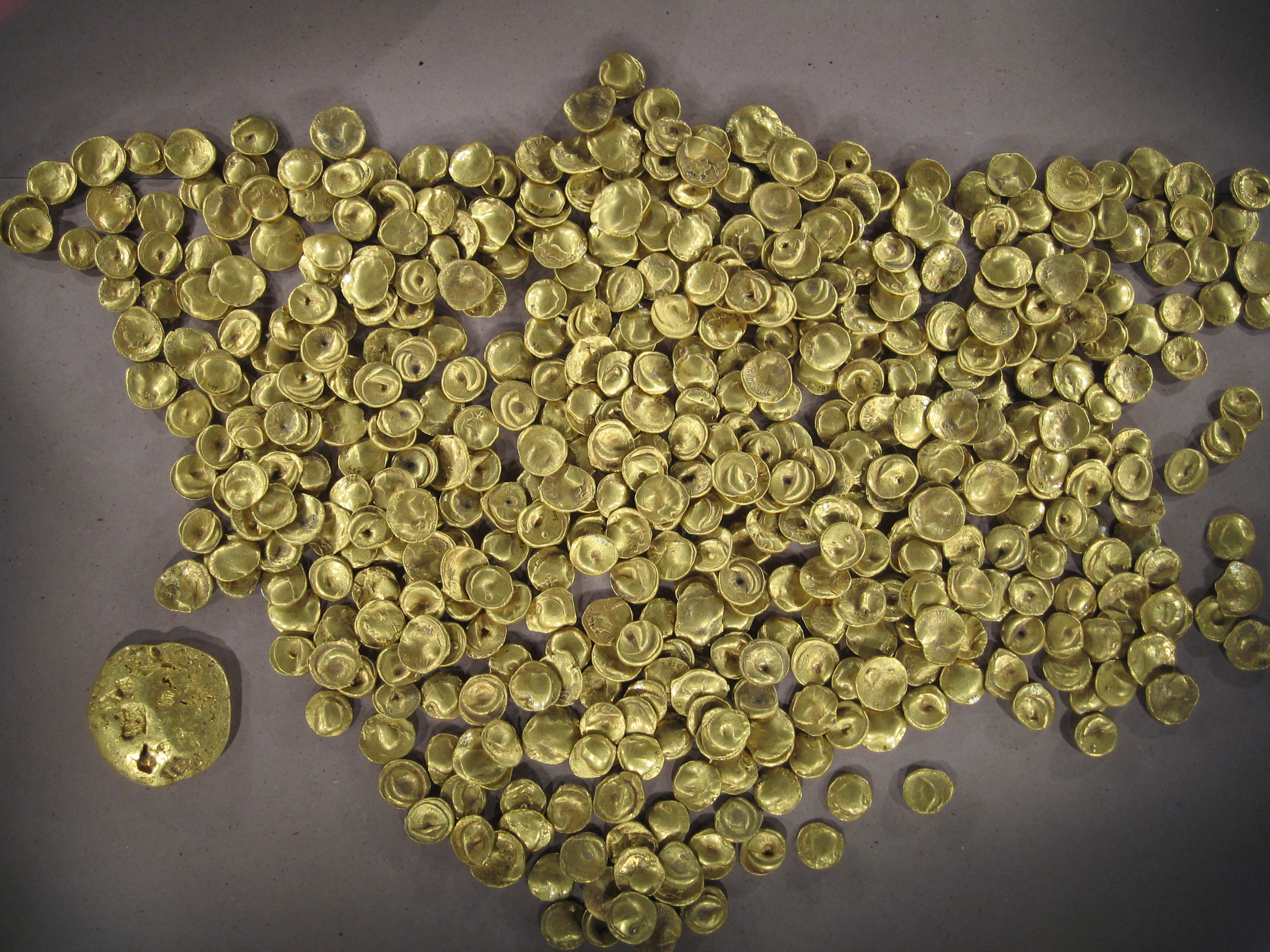
Skarb celtyckich złotych monet znaleziony w Manching

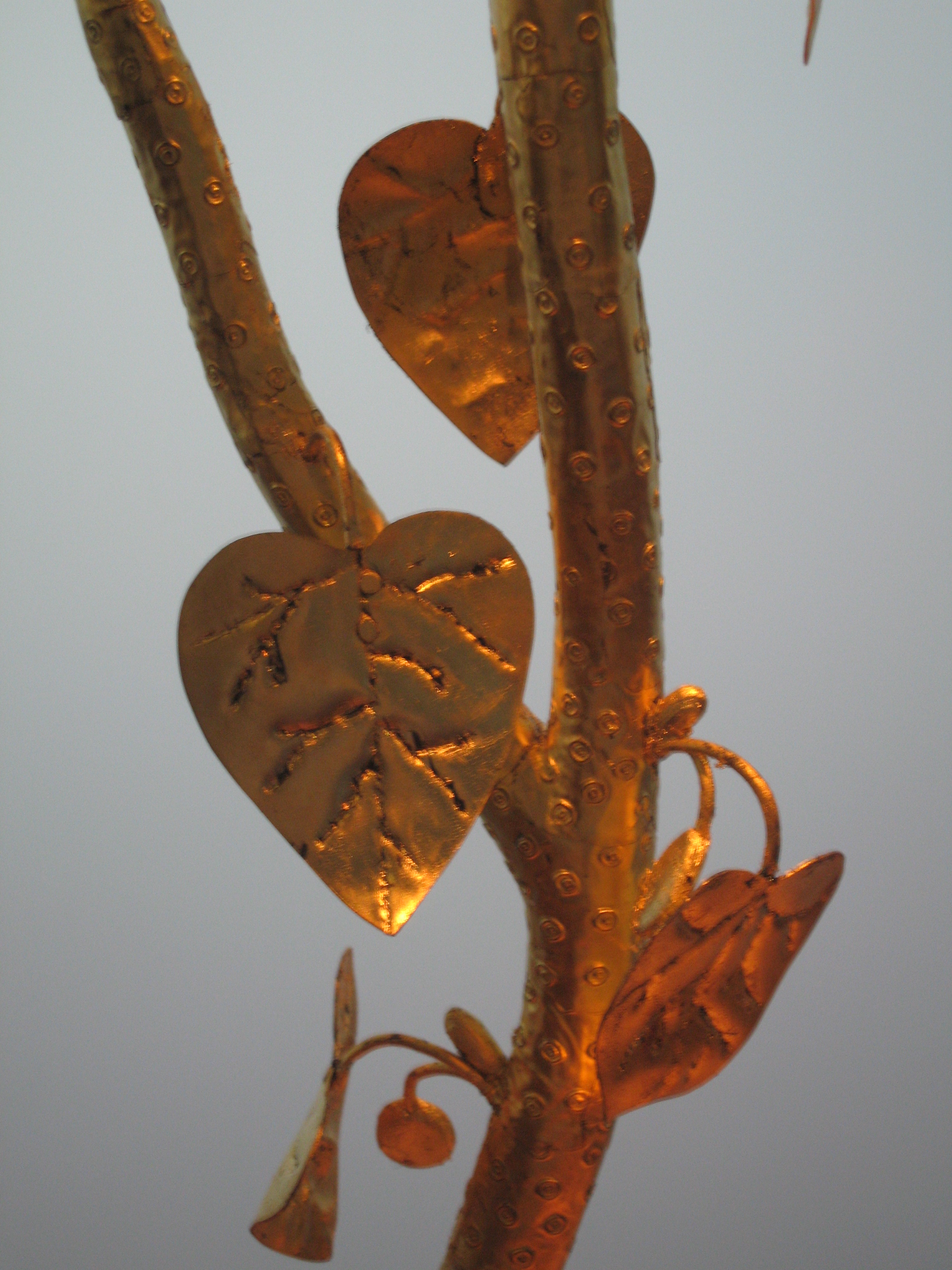
Rekonstrukcja złotego drzewa

Ogromna ilość znalezionych artefaktów składa się przede wszystkim z różnego rodzaju ceramiki, szerokiego spektrum wyrobów z żelaza – narzędzia rzemieślnicze i rolnicze, okucia budowlane (gwoździe, kliny, zamki, klucze), części do wozów, uprzęży końskich, ostrogi, fragmenty uzbrojenia (ułamki mieczy i pochew, ostrza włóczni, groty strzał), przedmioty gospodarstwa domowego (części kotłów i ich pałąków, noże, widelce itp.), biżuteria (przede wszystkim fibule), które były wykonane z żelaza lub z brązu. Znaleziono wielkie ilości szklanych paciorków oraz bransoletki. Poza licznymi monetami złotymi i srebrnymi o różnych nominałach, znaleziono również przedmioty do ich wyrobu – deseczki do odlewania krążków monetarnych, wagi jubilerskie, stemple. Z importu pochodzą fragmenty amfor, brązowych i szklanych precjozów oraz bursztynu.
Znaleziska ludzkich piszczeli i czaszek świadczą o istnieniu specyficznego kultu zmarłych albo o uwielbieniu zmarłych przodków.
Do najcenniejszych zabytków należy złote kultowe drzewo znalezione w 1984 r. w północnej części oppidum. Miało drewniany pień z gałęziami, pokryty złotą folią oraz brązowe liście (bluszczu), pączki i owoce (żołędzie). Znajdowało się ono w drewnianej skrzyni, także dekorowanej złotą folią. Kultowe drzewo jest interpretowane jako porośnięty bluszczem młody dąb. Powstało w III w. p.n.e.
W 1999 r. w pobliżu świątyni odkryto skarb złotych (483 sztuk) i srebrnych monet, pochodzących z obszaru dzisiejszych Czech (plemię Bojów), broń i złoto (217 g) oraz trzy kółka z brązu. W listopadzie 2022 doszło do kradzieży skarbu z muzeum.
Posąg konia z II w. p.n.e. może być rzeźbą kultową. Inaczej niż podobne znaleziska skądinąd, była ona wykonana nie z brązu, ale z żelaznej blachy. Znaleziono jedynie głowę bez oczu (były wykonane z innego materiału) i fragmenty nóg.

## Opis oppidum
Oppidum Manching powstało na skrzyżowaniu dalekosiężnych szlaków handlowych wiodących ze wschodu na zachód i z północy na południe. Jest to drugie co do wielkości oppidum celtyckie w Niemczech, po oppidum Kelheim. Jego powierzchnia wynosi 380 ha.

### Zabudowa mieszkalna i użytkowa
Teren oppidum został zabudowany planowo – cała jego powierzchnia została podzielona na parcele ograniczone "ulicami" i zabudowane "dworzyszczami". Składały się one z dużych budynków mieszkalnych, posadowionych na gruncie oraz mniejszych chat częściowo zagłębionych – półziemianek, służących do różnych celów gospodarczych – były to spichrze, stajnie, obory, jamy zasobne, cysterny oraz warsztaty rzemieślnicze. Duże budynki mieszkalne (długie domy) składały się z jednego lub kilku pomieszczeń. Ich powierzchnia wynosiła od 40 do 100 m².

### Świątynia
W centralnej części oppidum była położona świątynia albo miejsce kultu. Świątynia wraz z cmentarzyskiem tworzą najstarszą formę aktywności na tym terenie. Ten kompleks był użytkowany od IV do II, być może I w. p.n.e. Znaleziska broni, uprzęży końskich i części kotłów, wybrukowany dziedziniec oraz duża ilość kości niemowląt i dzieci wskazują, że było to miejsce kultu.
Rozproszone kości ludzkie były częste w całym osiedlu. Początkowo były one interpretowane jako dowody gwałtownego końca oppidum – jego zagłady w wyniku przegranej wojny. Obecnie przypuszcza się, że stanowią one świadectwo zachowań kultowych – kultu przodków. Szczegółowa interpretacja nie została do tej pory opracowana. Są pewne świadectwa powtórnego pochówku. Niektóre kości, przede wszystkim piszczele, były wyjęte z grobu i przeniesione (jako relikwie?) i zdeponowane oddzielnie, podobnie jak czaszki w pobliżu bram.

### Cmentarze
Z oppidum związane były dwa cmentarze – "Hundsrucken" i "Steinbichel". Oba były użytkowane od końca IV w. do II w. p.n.e. Cmentarz "Hundsrucken" liczył 22 groby i leżał w obrębie późniejszych fortyfikacji, w północno-wschodniej części oppidum. Prawdopodobnie został on porzucony w czasie rozbudowy osiedla. Cmentarz "Steinbichel" liczył 43 groby i był położony po drugiej stronie rzeki Paar. Oba cmentarze prawdopodobnie służyły elicie oppidum, o czym świadczy duża ilość grobów zawierających broń ("groby wojowników") i bogate wyposażenie grobów kobiecych. Tutaj, podobnie jak w całej południowej Germanii, liczba indywidualnych pochówków jest bardzo mała w porównaniu z liczebnością wszystkich mieszkańców. Jest to prawdopodobnie spowodowane tym, że tylko niewielka część populacji była grzebana w sposób, który może być odnaleziony przez współczesne badania archeologicane.

### Fortyfikacje

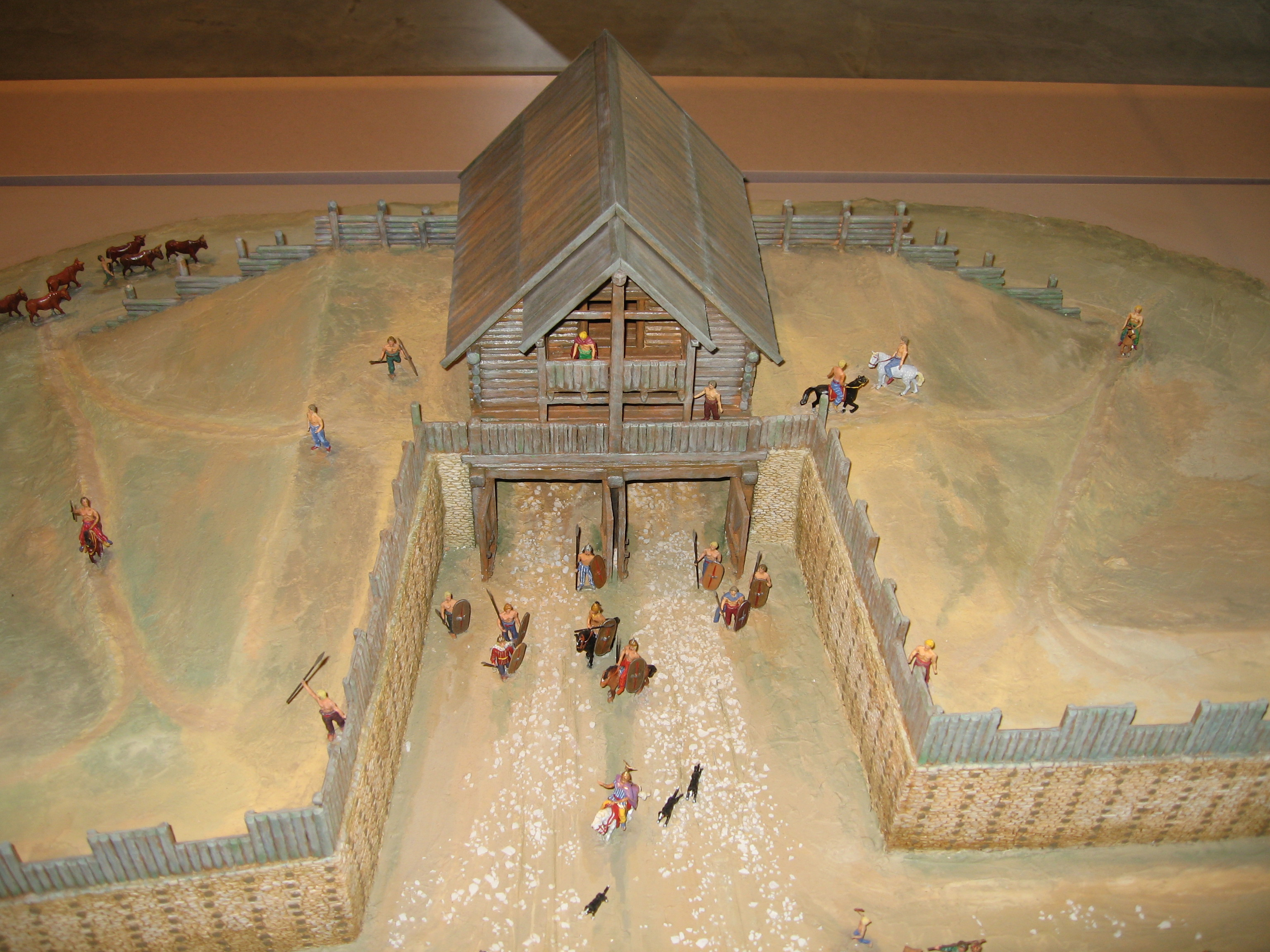
Model wschodniej bramy

Fortyfikacje miejskie (wały) miały długość ok. 7,2 km. Do ich wykonania użyto 8 ton gwoździ. Do tej pory odsłonięto pozostałości dwóch bram. System fortyfikacyjny jest wyjątkowy dzięki temu, że składa się z dwóch rodzajów umocnień, które nigdzie poza tym nie występują łącznie – chodzi o umocnienia typu murus gallicus oraz typu pfostenschlitzmauer. W obu przypadkach chodzi o konstrukcje z drzewa, wypełnione gliną i żwirem, a od frontu chronione kamiennym murem.
Pierwsze umocnienia powstały ok. 150 r. p.n.e. i były wykonane w technice murus gallicus. Ok. 104 r. p.n.e. zbudowano nowe wały w technice pfostenschlitzmauer, które zamknęły w swym wnętrzu wcześniejsze umocnienia. W trzeciej fazie przebudowy również posłużono się techniką pfostenschlitzmauer. Fortyfikacje miały 4 m wysokości. Manching jest jedynym znanym oppidum w którym zastosowano obie techniki budowy umocnień – murus gallicus, typowe dla plemion zachodnioceltyckich i pfostenschlitzmauer, typowe dla plemion wschodnioceltyckich.
Strumień Igelsbach, płynący z południowego zachodu, został przekierowany tak, aby płynął do rzeki Paar wzdłuż wałów. Wcześniej płynął on przez teren oppidum. W ten sposób południowo-zachodnia część wałów posiadała również zewnętrzną fosę.
Dokładnie została przebadana brama wschodnia. Jej pierwotny wygląd widać na rekonstrukcji. Z obu stron wybiegały na zewnątrz wały osłaniające dojście do bramy. Konstrukcja samych wrót jest nieznana, gdyż zostały one zniszczone przez ogień w 80 r. p.n.e. – ruiny nigdy nie zostały uporządkowane, co sugeruje że ta droga do oppidum już nigdy nie była użytkowana.

## Życie w oppidum Manching
Niewielkie powierzchnie w obrębie oppidum, zwłaszcza na obrzeżach, były zajęte pod uprawy, jednakże większość produktów żywnościowych była dostarczana z najbliższej okolicy; niektóre z nich zostały odkryte w trakcie wykopalisk. Najważniejszymi uprawami były jęczmień i orkisz, poza tym proso, pszenica samopsza, pszenica płaskurka, owies, pszenica i żyto. Z innych roślin – soczewica, bób, mak, orzechy laskowe i różne owoce.
W oppidum znaleziono wielkie ilości kości zwierzęcych. Prawdopodobnie oppidum Manching służyło jako ponadregionalne centrum handlu.
Manching było miejscem intensywnej produkcji wyrobów z żelaza, głównie na potrzeby lokalne. Były to narzędzia, w tym specjalistyczne, wyraźnie wskazując żywą tradycję rzemieślnicza. Manching było też centrum produkcji szklanych paciorków i bransolet, w większości z błękitnego szkła. Ważną dziedziną produkcji było garncarstwo, wyrób biżuterii i tkanin.
Z importu pochodzą amfory z kręgu Morza Śródziemnego, a znad Bałtyku bursztyn, co wskazuje na uczestnictwo mieszkańców w sieci handlowej obejmującej całą Europe. Kolejnymi artykułami były luksusowe zastawy stołowe (campana), brązowe pojemniki i importowana biżuteria.
Handel był ułatwiony dzięki temu, że w Manching istniała mennica. Lokalny system monetarny opierał się na drobnych monetach srebrnych (quinarii) oraz brązowych i służył miejscowemu handlowi. Handel "międzynarodowy" używał złotych monet i (od początku I w. p.n.e.) srebrnych. Jak wiele celtyckich systemów monetarnych, złote monety bite w Manching były wklęsłe (w języku niemieckim takie monety są tradycyjnie zwane Regenbogenschüsselchen, w angielskim Rainbow cup, w czeskim duhovka – termin pochodzi od przekonania, że są one związane ze skarbem znalezionym u podnóża tęczy). Znaleziono również fałszywe monety, np. brązowe pokryte cienką pozłotą. Dokładne wagi jubilerskie były używane do sprawdzania autentyczności monet i wartości pieniądza.
Godna uwagi jest duża rozmaitość kluczy i zamków znalezionych w osadzie. Wskazuje to, że mieszkańcy mieli poczucie potrzeby ochrony swego majątku, oraz że współżycie tak dużej ilości ludzi na małej przestrzeni wymagało fizycznych środków do tego celu. Odmienne zamknięcia były używane do bram, drzwi i mebli.
Podczas wykopalisk odkryto powtórny przerób złomu metalowego (recykling), jednakże nie wyjaśniono przyczyny takiego postępowania. Być może pod koniec zamieszkiwania oppidum upadek gospodarki wymusił takie postępowanie, zanim mieszkańcy je opuścili – recycling mógł być sposobem na zażegnanie problemów ekonomicznych.

## Historia

### Początki
Manching zostało zasiedlone ok. 300 r. p.n.e., kiedy została założona świątynia i cmentarzysko na północny wschód od niej.

### Rozwój
W ciągu III w. p.n.e. powstała druga nekropolia po zachodniej stronie oraz rozwinęły się następujące strefy:
1. okręg świątynny z okrągłą świątynią po stronie południowo-zachodniej
2. strefa obróbki żelaza i spichlerze po stronie południowej i zachodniej
3. ograniczona część wykorzystywana rolniczo po stronie północnej
4. miejsce przeznaczone do zamieszkania i drobne warsztaty rzemieślnicze po stronie południowo-zachodniej

Oppidum Manching było zamieszkałe przez ok. 300 lat. Największy rozkwit nastąpił w II w. p.n.e. Od końca II w. p.n.e. następował stopniowy upadek – ok. 50 r. p.n.e. mieszkańcy zaczęli stopniowo je opuszczać. Zanik oppidum wiąże się z upadkiem gospodarki celtyckiej po podboju Galii przez Juliusza Cezara. W 15 r. p.n.e. oppidum Manching zostało zajęte przez Rzymian.

### Koniec oppidum
Wszyscy badacze się zgadzają, że okupacja rzymska południowej Germanii wiązała się z destrukcją oppidum Manching w wyniku wojny. Jednakże podbój lub całkowite zniszczenie grodziska jest dziś mało prawdopodobne, chociaż możliwe jest jego zaangażowanie w konflikt militarny związany z migracją Cymbrów i Teutonów ok. 120 r. p.n.e. Obecnie przypuszcza się, że upadek oppidum można wiązać z upadkiem całej gospodarki celtyckiej po podboju Galii przez Rzymian. Manching najwyraźniej doświadczyło długotrwałego ubytku ludności, prowadzącego do opuszczenia domostw i zniszczenia murów obronnych, których nie miał kto naprawiać i utrzymywać. W okresie przybycia Rzymian w 15 r. p.n.e. potężne niegdyś wały były w ruinie i to było wszystko, co pozostało z kwitnącego sto lat wcześniej oppidum.

### Działalność Rzymian
W I w. n.e. w pobliżu dawnego oppidum powstała stacja przydrożna (mansio). Jej nazwa Vallatum (z łac. miejsce obwałowane, nawiązuje do pozostałości oppidum), jest znana z rzymskich itinerariów. Do jej budowy użyto bloków wapiennych z murów oppidum jako materiałów budowlanych, wypalając z nich wapno w wapiennikach. Kiedy w połowie I w. powstał obóz warowny (castrum) niedaleko Oberstimm, miejsce to wybrano prawdopodobnie z powodu odsunięcia się koryta Dunaju od Manching.

## Literatura
- http://www.museum-manching.de/
- Deutsches Archäologisches Institut opublikował serię (jak dotąd) 18 woluminów (tytuł serii: Die Ausgrabungen in Manching)
- Susanne Sievers: Manching: Die Keltenstadt, Theiss, Stuttgart 2003, ISBN 3-8062-1765-3
- Sabine Rieckhof: Der Untergang der Städte. Der Zusammenbruch des keltischen Wirtschafts- und Gesellschaftssystems, w: C. Dobiat/S. Sievers/Th. Stöllner (eds.): Dürrnberg und Manching. Wirtschaftsarchäologie im ostkeltischen Raum, Akten des internationalen Kolloquiums in Hallein 1998, Bonn 2002[2003], S. 359–379, ISBN 3-7749-3027-9
- Hermann Dannheimer and Gebhard Rupert (eds.): Das keltische Jahrtausend. Exhibition Catalogue Prähistorische Staatssammlung München, Museum für Vor- und Frühgeschichte, Zabern, Mainz 1993, ISBN 3-8053-1514-7